# سوسن‌های دل‌برگ
سوسن‌های دل‌برگ (نام علمی: Cardiocrinum) نام یک سرده از زیرخانواده سوسن‌واران است.